# Darja Jurlova
Darja Jurlova (* 3. März 1992 in Narva) ist eine estnische Biathletin.
Darja Jurlova lebt in Otepää und legte 2009 in Narva ihr Abitur ab. Sie bestritt ihr erstes internationales Rennen 2010 in Obertilliach im Rahmen des IBU-Cups und belegte den 40. Platz in einem Sprint. Damit erreichte sie in ihrem ersten Rennen sofort die Punkteränge. Wenig später bestritt sie in Oberhof ihr erstes Rennen im Biathlon-Weltcup und wurde 80. eines Sprints. Es folgten vier internationale Meisterschaften für Jurlova in ihrer ersten Saison. Zunächst nahm sie an den Biathlon-Juniorenweltmeisterschaften 2011 in Nové Město na Moravě teil und wurde dort 16. des Einzels, 22. des Sprints, 17. der Verfolgung und verpasste als Viertplatzierte mit der Staffel knapp eine Medaille. Bei den Juniorenrennen der Biathlon-Europameisterschaften 2011 in Ridnaun kamen die Plätze 26 im Einzel, 30 im Sprint und sechs mit der estnischen Mixed-Staffel hinzu. Zum ersten Karrierehöhepunkt wurden die Biathlon-Weltmeisterschaften 2011 in Chanty-Mansijsk. Hier kam Jurlova auf die Plätze 63 im Sprint, womit sie die Verfolgung um drei Ränge verpasste, und mit Kadri Lehtla, Kristel Viigipuu und Sirli Hanni auf Rang 15 im Staffelrennen. Im weiteren Jahresverlauf startete die Estin in Sommerbiathlon-Weltmeisterschaften 2011 in Nové Město und wurde dort bei den Junioren 27. des Sprints; beim Verfolgungsrennen wurde sie als überrundete Läuferin aus dem Rennen genommen.
In der Saison 2011/2012 durfte Jurlova achtmal im Weltcup an den Start. Sie verbesserte mit dem 63. Platz bei den Biathlon-Weltmeisterschaften 2012 in Ruhpolding ihr bestes Karriereergebnis und verpasste zum ersten Mal knapp das Erreichen der Verfolgung. Bei der Biathlon-Juniorenweltmeisterschaften 2013 in Kontiolahti war ihr bestes Ergebnis der 17. Platz im Sprint. In der Verfolgung konnte sie ihre Platzierung nicht verbessern und fiel auf den 31. Rang zurück. Im Einzel landete sie auf dem 44. Platz.
Die folgende Saison wurde für Jurlova noch ereignisreicher. Bei den Biathlon-Juniorenweltmeisterschaften 2013 in Obertilliach wurde sie im Sprint 10. und in der anschließenden Verfolgung erreichte sie den 6. Platz. Bei den Biathlon-Weltmeisterschaften 2013 in Nové Město na Moravě konnte sie wegen Krankheit nur zweimal starten. Sie belegte den 20. Platz mit der Mixed-Staffel (Kadri Lehtla, Darja Jurlova, Roland Lessing, Kauri Kõiv) und den 67. Platz im Sprint. Im Verlauf der Saison konnte sie aber ihr bestes Karriereresultat zweimal verbessern mit einem 60. Platz im Sprint von Antholz und einem 47. Platz im Sprint von Chanty-Mansijsk. Nach dem 60. Platz in Antholz ging Jurlova, bei der Verfolgung, nicht an den Start, im Verfolgungsrennen von Chanty-Mansijsk kam sie als 54. ins Ziel.
Beim Sprintrennen im dritten Weltcup in Annecy-Le Grand Bornand zum Biathlon-Weltcup 2013/2014 wurde Jurlova 39. und gewann ihre ersten beiden Weltcuppunkte. Beim folgenden Verfolgungsrennen wurde sie 51.

## Biathlon-Weltcup-Platzierungen
Die Tabelle zeigt alle Platzierungen (je nach Austragungsjahr einschließlich Olympische Spiele und Weltmeisterschaften).
- 1.–3. Platz: Anzahl der Podiumsplatzierungen
- Top 10: Anzahl der Platzierungen unter den ersten zehn (einschließlich Podium)
- Punkteränge: Anzahl der Platzierungen innerhalb der Punkteränge (einschließlich Podium und Top 10)
- Starts: Anzahl gelaufener Rennen in der jeweiligen Disziplin

| Platzierung         | Einzel | Sprint | Verfolgung | Massenstart | Staffel | Gesamt |
| ------------------- | ------ | ------ | ---------- | ----------- | ------- | ------ |
| 1. Platz            |        |        |            |             |         |        |
| 2. Platz            |        |        |            |             |         |        |
| 3. Platz            |        |        |            |             |         |        |
| Top 10              |        |        |            |             |         |        |
| Punkteränge         |        |        |            |             | 18      | 18     |
| Starts              | 7      | 22     | 3          |             | 18      | 50     |
| Stand: Karriereende |        |        |            |             |         |        |